# Moroleão (almirante)
Moroleão (lit. "Leão Louco" ou "Tolo" grego medieval: Μωρολέων; romaniz.: Moroléon) foi um oficial bizantino do século X, ativo durante o reinado do imperador Constantino VII Porfirogênito (r. 913–959). Foi enviado numa expedição naval contra fatímidas e cálbidas no sul da Itália, propiciando negociações pela paz.

## Vida

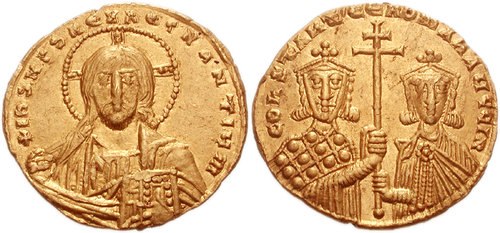
Soldo de r. e r.

Moroleão é citado em 957/958, quando foi enviado com Crambeas pelo imperador Constantino VII (r. 913–959) à costa da Calábria numa expedição naval contra o califa Almuiz (r. 953–975) e os irmãos cálbidas Amar e Haçane; paralelamente Mariano Argiro foi enviado como líder de uma expedição terrestre. Alegadamente os árabes fugiram ao saberem da chegada dos bizantinos do sul da Itália à Sicília e a frota se perdeu na tempestade. No outono de 958, um tratado de paz de cinco anos foi concluído.